# 北海道電力
北海道電力株式会社（ほっかいどうでんりょく、英: Hokkaido Electric Power Company,Incorporated）は、北海道札幌市に本社を置く電力会社。略称は、ほくでん、北電（ほくでん）または、HEPCO（ヘプコ）。

## 沿革
- 1942年4月 - 電力管理法施行令改正による第二次出資として、北海道内の主要な発送電設備を日本発送電に強制出資、日本発送電札幌支店が開設される。
- 1942年4月 - 配電統制令に基づく逓信大臣の命令により、大日本電力・北海水力電気・札幌送電・室蘭電燈の4社を統合し、北海道配電が設立される。
- 1951年5月1日 - 松永安左エ門（電気事業再編成審議会委員長）のGHQへの説得による、国会決議より効力が強いGHQポツダム政令を元とする、電気事業再編成令により、日本発送電札幌支店と北海道配電が統合される形で、北海道電力株式会社が創立される。
- 1953年9月14日 - 自主電力制限による休日振替えを廃止、以後電力使用制限が解消される。
- 1955年1月 - 北海道電力初の新設石炭火力発電所、砂川発電所1号機が運転開始。
- 1957年11月1日 - 日本初の事業用ガスタービン火力発電所、豊富発電所（出力2,000kW）が運転開始（豊富町で産出される天然ガスを使用）。
- 1960年3月 - 石炭火力発電所、滝川発電所1号機が運転開始。
- 1963年2月 - 石炭火力発電所、江別発電所1号機が運転開始。
- 1968年5月 - 石炭火力発電所、奈井江発電所1号機が運転開始。
- 1973年4月 - 初代マスコットキャラクター「ワットくん」を制定、名称は道内の小中学生から公募し決定[4]。
- 1973年11月 - 北海道電力初の石油火力発電所、苫小牧発電所1号機が運転開始。北海道電力初の臨海型火力。
- 1974年8月9日 - 北海道電力初の揚水式発電所、新冠発電所1号機が運転開始。
- 1977年4月10日- 豊富発電所廃止。
- 1978年5月 - ガスタービン火力発電所、音別発電所1・2号機が運転開始。
- 1978年11月30日 - 石油火力発電所、伊達発電所1号機が運転開始。
- 1980年10月 - 石炭火力発電所、苫東厚真発電所1号機が運転開始（1987年に海外炭に変更）。
- 1982年11月26日 - 北海道電力初の地熱発電所、森発電所が運転開始。
- 1983年12月 - 石油火力発電所、知内発電所1号機が運転開始。
- 1985年10月 - 北海道電力初の海外炭使用の石炭火力発電所、苫東厚真発電所2号機が運転開始。
- 1989年2月 - 原子力発電所マスコットキャラクター名を「とまりん」に決定。
- 1989年3月31日 - 滝川発電所廃止。（跡地は研修センターへ改造）
- 1989年6月22日 - 北海道電力初の原子力発電所、泊発電所1号機が運転開始。
- 1991年3月31日 - 江別発電所廃止。
- 1991年4月 - 原子力発電所、泊発電所2号機が運転開始。
- 1993年4月8日 - 可変速揚水式発電所、高見発電所2号機が運転開始。（GTO変換器を使用且つ可動翼ポンプ水車による可変速揚水式発電所としては世界初。）
- 1997年4月 - 国内最大容量（3,600kW・4,500kVA）のガスタービン形移動発電機車を導入（2011年東京電力へ譲渡）。
- 1998年3月9日 - 商用では世界初の加圧流動床複合発電(PFBC)方式を採用した苫東厚真発電所3号機が運転開始。
- 1998年9月 - 日本初のオリマルジョンを主燃料とした知内発電所2号機が運転開始。
- 2002年7月 - 「ほくでん」の現ロゴタイプを制定。これまでのマスコットキャラクター「ワットくん」に替わる新マスコットキャラクターを制定[5]、9月に公募で「エネモ」に決定。
- 2005年4月 - 札幌近郊の送変電設備の保守業務を子会社の北海電気工事へ委託。
- 2007年4月 - 女子事務服を廃止。
- 2007年4月 - 函館・旭川・釧路・苫小牧近郊の送変電設備の保守業務を子会社の北海電気工事へ委託。
- 2007年10月 - 電力量計の検針および電気料金の請求に関する業務を子会社のほくでんサービスへ委託。
- 2008年7月 - 電気料金（一部の契約を除く）のクレジットカード支払いサービス開始。
- 2009年11月17日 - 苫小牧発電所1号機に天然ガス混焼のための改造実施、運用開始。
- 2009年11月24日 - 東京支社移転。
- 2009年12月22日 - 原子力発電所、泊発電所3号機が運転開始。
- 2010年2月20日 - 富川営業所移転。
- 2011年4月1日 - 札幌・函館・旭川・釧路・苫小牧近郊の送変電設備保守業務の委託を一部を除き取止め、北海道電力にて実施。
- 2011年6月2日 - 北海道電力初の太陽光発電所、伊達ソーラー発電所が運転開始。
- 2011年8月17日 - 定期検査終了後、5か月以上調整運転を続けていた泊発電所3号機が営業運転を再開。 福島第一原子力発電所事故発生以降、原子力発電所としては初めての営業運転再開[6][7]。
- 2012年5月5日 - 泊発電所3号機が定期検査のため運転停止。
- 2012年7月20日 - 計画停電のグループ分けで、家庭や事業所合わせて約3万6000件に対して誤ったグループ番号を通知していたと発表[8]。
- 2012年9月13日 - 地熱資源量の低下に伴い森発電所の認可出力を2.5万kWに変更[9]。
- 2012年12月13日 - 北海道フードフロンティアの全株式を株式会社みなとみらいDreamへ売却
- 2014年6月30日 - 省エネ後退・電力多売推進のため「ほくでん住まいの省エネ情報館マドレ」を閉館
- 2014年9月12日 - NHK北海道が特別報道番組「電気料金“再値上げ”の衝撃　～広がる　北電離れ～」を放送。北海道財界に衝撃が走る[10]。
- 2014年11月1日 - 総額平均19%の大幅な電力料金再値上げを実施。
- 2017年7月24日 - 新聞報道により、LGBTに対する取り組みを実施していると一般公表[11]。e-ラーニングでの学習や、社内におけるLGBTに関する内容も含めた相談窓口の設置。採用時に差別をしないよう会議などで確認。
- 2018年9月6日 - 厚真町で震度7を観測する北海道胆振東部地震が発生。苫東厚真発電所が震源地付近であったため、電力の供給が停止。その他の4箇所の火力発電所も一時発電停止。北海道の全戸が停電する。
- 2019年4月1日 - 一般送配電事業の分社化に向け「北海道電力送配電事業分割準備株式会社」設立。
- 2019年4月1日 - ほくでんグループの再編により北海電気工事株式会社に「北海道計器工業株式会社」と「ほくでんサービス株式会社」の配電事業を統合。
- 2019年9月2日 - 「北海道電力株式会社」と「ほくでんサービス株式会社」で小売電気事業を行う「北海道電力コクリエーション株式会社」を共同で設立。
- 2020年4月1日 - 一般送配電事業の法的分離により、送配電会社として「北海道電力ネットワーク株式会社」が発足。同時に、発電・小売事業を継承した事業持株会社としての「（新）北海道電力株式会社」が発足。
- 2023年10月1日 - ほくでんグループの再編により、北海道電力株式会社に小売電気事業を行う「北海道電力コクリエーション株式会社」を吸収合併。

## 発電施設
合計 64箇所、836万4470kW（2021年3月31日現在）
- 総出力には長期計画停止中、定期点検中の号機を含む。廃止された号機、建設中の号機は含まない。

### 水力発電所
53箇所、165万1070kW
- 主な水力発電所（5万kW以上の発電所）

| 発電所名     | 水系名 | 方式                 | 総出力   | 所在地                 | 備考                          |
| ------------ | ------ | -------------------- | -------- | ---------------------- | ----------------------------- |
| 高見発電所   | 静内川 | ダム水路式（揚水式） | 20万kW   | 北海道日高郡新ひだか町 |                               |
| 新冠発電所   | 新冠川 | ダム水路式（揚水式） | 20万kW   | 北海道新冠郡新冠町     |                               |
| 京極発電所   | 尻別川 | ダム式（揚水式）     | 40万kW   | 北海道虻田郡京極町     | 3号機建設中、合計60万kW予定。 |
| 滝里発電所   | 石狩川 | ダム水路式           | 5.7万kW  | 北海道芦別市           |                               |
| 豊平峡発電所 | 石狩川 | ダム水路式           | 5.19万kW | 北海道札幌市           |                               |
| 雨竜発電所   | 石狩川 | ダム水路式           | 5.1万kW  | 北海道名寄市           |                               |

- 他の水力発電所については、電力会社管理ダム#北海道電力を、管理する発電用ダム一覧については日本の発電用ダム一覧#北海道電力を参照のこと。

### 火力発電所
8箇所、461万7400kW（内燃力発電所4箇所と関連会社運営の1箇所除く）
| 発電所名         | 使用燃料             | 総出力     | 号機              | 出力                 | 運転開始                                    | 所在地               | 備考                                                       |
| ---------------- | -------------------- | ---------- | ----------------- | -------------------- | ------------------------------------------- | -------------------- | ---------------------------------------------------------- |
| 砂川発電所       | 石炭                 | 25万kW     | 3号機 4号機       | 12.5万kW             | 1977年6月 1982年5月                         | 北海道砂川市         | 1・2号機は廃止。3号機・4号機も2027年3月末で廃止予定。      |
| 奈井江発電所     | 石炭                 | 35万kW     | 1号機 2号機       | 17.5万kW             | 1968年5月 1970年2月                         | 北海道空知郡奈井江町 | 2019年3月休止。1号機・2号機は2027年3月末で廃止予定。       |
| 苫小牧発電所*    | 重油、原油、天然ガス | 25万kW     | 1号機             | 25万kW               | 1973年11月                                  | 北海道苫小牧市       | 緊急設置電源は2017年10月に廃止。                           |
| 伊達発電所       | 重油                 | 70万kW     | 1号機 2号機       | 35万kW               | 1978年11月 1980年3月                        | 北海道伊達市         |                                                            |
| 苫東厚真発電所   | 石炭                 | 165万kW    | 1号機 2号機 4号機 | 35万kW 60万kW 70万kW | 1980年10月 1985年10月 2002年6月             | 北海道勇払郡厚真町   | 3号機は2005年10月廃止。                                    |
| 知内発電所       | 重油、オリマルジョン | 70万kW     | 1号機 2号機       | 35万kW               | 1983年12月 1998年9月                        | 北海道上磯郡知内町   |                                                            |
| 石狩湾新港発電所 | LNG                  | 170.82万kW | 1号機 2号機 3号機 | 56.94万kW            | 2019年2月 2030年度（予定） 2033年度（予定） | 北海道小樽市         | 2 - 3号機計画中（CC方式）。                                |
| 音別発電所       | 軽油                 | 14.8万kW   | 1号GT 2号GT       | 7.4万kW              | 1978年5月                                   | 北海道釧路市         | ガスタービン発電方式。2019年2月に廃止予定 であったが延期。 |
| 礼文発電所*      | 重油                 | 4,450kW    |                   |                      |                                             | 北海道礼文郡礼文町   | 内燃力発電方式。                                           |
| 沓形発電所*      | 重油                 | 7,650kW    |                   |                      |                                             | 北海道利尻郡利尻町   | 内燃力発電方式。                                           |
| 焼尻発電所*      | 重油                 | 1,110kW    |                   |                      |                                             | 北海道苫前郡羽幌町   | 内燃力発電方式。                                           |
| 奥尻発電所*      | 重油                 | 4,000kW    |                   |                      |                                             | 北海道奥尻郡奥尻町   | 内燃力発電方式。                                           |

*苫小牧発電所と各内燃力発電所（礼文、沓形、焼尻、奥尻）の運営は北海道パワーエンジニアリングに委託されている。

#### 関連会社運営
| 発電所名             | 使用燃料 | 総出力 | 号機  | 出力   | 運転開始  | 所在地         | 運営会社                     | 備考                                          |
| -------------------- | -------- | ------ | ----- | ------ | --------- | -------------- | ---------------------------- | --------------------------------------------- |
| 苫小牧共同火力発電所 | 重油     | 25万kW | 3号機 | 25万kW | 1974年4月 | 北海道苫小牧市 | 北海道パワーエンジニアリング | 全発電量を北海道電力へ供給。 1・2号機は廃止。 |

### 原子力発電所
1箇所、207万kW
| 発電所名 | 原子炉型式     | 総出力  | 号機              | 出力              | 運転開始                                   | 所在地           | 備考               |
| -------- | -------------- | ------- | ----------------- | ----------------- | ------------------------------------------ | ---------------- | ------------------ |
| 泊発電所 | 加圧水型軽水炉 | 207万kW | 1号機 2号機 3号機 | 57.9万kW 91.2万kW | 1989年6月22日 1991年4月12日 2009年12月22日 | 北海道古宇郡泊村 | 全号機定期点検中。 |

### 新エネルギー
2箇所、2万6000kW
| 発電所名           | 方式       | 総出力  | 運転開始     | 所在地           | 備考                      |
| ------------------ | ---------- | ------- | ------------ | ---------------- | ------------------------- |
| 森発電所*          | 地熱発電   | 2.5万kW | 1982年11月   | 北海道茅部郡森町 | 2012年9月13日に出力変更。 |
| 伊達ソーラー発電所 | 太陽光発電 | 0.1万kW | 2011年6月2日 | 北海道伊達市     | 伊達発電所構内。          |

*森発電所の運営は北海道パワーエンジニアリングに委託されている。

#### 関連会社運営
| 発電所名                     | 方式       | 総出力  | 運転開始      | 所在地             | 運営会社             |
| ---------------------------- | ---------- | ------- | ------------- | ------------------ | -------------------- |
| ワインの里池田ソーラー発電所 | 太陽光発電 | 1,500kW | 2013年12月4日 | 北海道中川郡池田町 | ほくでんエコエナジー |
| 本別太陽の丘ソーラー発電所   | 太陽光発電 | 1,500kW | 2013年12月4日 | 北海道中川郡本別町 | ほくでんエコエナジー |

#### 実証試験用設備
- 風力発電所 - 2箇所、730kW（サロベツ発電所、利尻カムイ発電所）
- 太陽光発電設備 - 9箇所、146kW（滝川テクニカルセンターほか）

### 過去に存在した発電施設
火力発電所
| 発電所名     | 使用燃料 | 総出力     | 廃止時期 | 所在地             | 備考                   |
| ------------ | -------- | ---------- | -------- | ------------------ | ---------------------- |
| 豊富発電所   | 天然ガス | 0.2万kW    | 1977年   | 北海道豊富町       | ガスタービン発電方式。 |
| 滝川発電所   | 石炭     | 22.5万kW   | 1989年   | 北海道滝川市       |                        |
| 江別発電所   | 石炭     | 37.5万kW   | 1991年   | 北海道江別市       |                        |
| 南早来発電所 | 軽油     | 7.416万kＷ | 2018年   | 北海道勇払郡安平町 | 緊急設置電源。         |

風力発電所
| 発電所名         | 総出力  | 廃止時期 | 所在地           | 備考 |
| ---------------- | ------- | -------- | ---------------- | ---- |
| ほりかっぷ発電所 | 0.1万kW | 2010年   | 北海道古宇郡泊村 |      |

### 電源調達入札制度について
- 1995年（平成7年）の電気事業制度改革において電源調達入札制度が創設され、卸供給事業者（IPP・独立系発電事業者）5社と供給契約を結んでいる[16]。

6箇所、24万7400kW
| 卸供給事業者               | 契約電力 | 供給開始   | 所在地             | 備考         |
| -------------------------- | -------- | ---------- | ------------------ | ------------ |
| 日本製紙（釧路工場）       | 8万kW    | 2004年10月 | 北海道釧路市       |              |
| 出光興産（北海道製油所）   | 1.5万kW  | 2005年8月  | 北海道苫小牧市     |              |
| 新日本製鐵（室蘭製鐵所）   | 10万kW   | 2001年10月 | 北海道室蘭市       | 現：日本製鉄 |
| 日本石油精製（室蘭製油所） | 5万kW    | 2004年10月 | 北海道室蘭市       | 現：ENEOS    |
| 三菱電機                   | 0.12万kW | 2004年11月 | 北海道奥尻郡奥尻町 |              |
| 三菱電機                   | 0.12万kW | 2004年7月  | 北海道礼文郡礼文町 |              |

- 事業者名はいずれも契約当時。

## 事業所
- 本店 - 札幌市中央区大通東1丁目2
- 道北支社（旭川支店） - 旭川市4条通12丁目1444-1
  - ネットワークセンター（営業所） - 稚内・天塩・浜頓別・羽幌・名寄・留萌・深川・富良野
- 北見支社（北見支店） - 北見市北8条東1丁目2-1
  - ネットワークセンター（営業所） - 紋別・遠軽・網走・斜里
- 道央支社（札幌支店） - 札幌市中央区大通東1丁目2
  - ネットワークセンター - 札幌北・札幌西・札幌東・札幌南・千歳
  - 岩見沢支店 - 岩見沢市9条西1丁目12-1
    - ネットワークセンター（営業所） - 滝川・栗山

  - 小樽支店 - 小樽市富岡1丁目9-1
    - ネットワークセンター（営業所） - 余市・岩内・寿都・倶知安
- 釧路支社（釧路支店） - 釧路市幸町8丁目1
  - ネットワークセンター（営業所） - 中標津・弟子屈・根室
- 道東支社（帯広支店） - 帯広市西5条南7丁目2-1
  - ネットワークセンター（営業所） - 足寄・新得・池田・大樹
- 道南支社（室蘭支店） - 室蘭市寿町1丁目6-25
- 苫小牧支社（苫小牧支店） - 苫小牧市新中野町3丁目8-7
  - ネットワークセンター（営業所） - 富川・日高・浦河・静内
- 函館支社（函館支店） - 函館市千歳町25-15
  - ネットワークセンター（営業所） - 八雲・江差・福島
- 東京支社 - 東京都千代田区丸の内1丁目6-5

## 子会社・関連会社

### 子会社
太字は連結子会社（2021年3月31日現在）。
- 北海道電力ネットワーク
- 北海電工（公式サイト）
  - アイテス（公式サイト）
- ほくでんサービス（公式サイト）
- 北海道総合通信網（公式サイト）
- ほくでん情報テクノロジー（公式サイト）
- 北電興業（公式サイト）
- ほくでんエコエナジー（公式サイト）
- 苫東コールセンター（公式サイト）
- 北海道パワーエンジニアリング（公式サイト）
- 北海道電力コクリエーション（公式サイト）
- ほくでんアソシエ（持分法適用会社）(公式サイト）
- 北電総合設計（持分法適用会社）(公式サイト）
- 北海道レコードマネジメント（公式サイト）

### 関連会社
（2021年3月31日現在）
- 石狩LNG桟橋（持分法適用会社）
- 札幌ネクシス
- 北海道電機
- 札幌電工
- 北海道バイオマスエネルギー
- 北海道再エネ推進プラットフォーム
- Alten RE Developments America B.V.

## 広告活動

### 主な提供番組

#### 現在
- けいナビ ～応援!どさんこ経済～（TVh）
- 島太星のぽっぷんアイランド (STVラジオ 「ほくでんグループ」名義)
- Rihwa Hidey-Ho!! （FM NORTH WAVE 「ほくでんグループ」名義）

他
※テレビ放送の提供クレジット表記では「ほくでん」と表示している。

#### 過去
- トコトンハテナ（TVh・テレビ東京系列）
- ほくでんファミリーコンサート（HBC、詳細はほくでんファミリーコンサートを参照）
- 所さんの目がテン!（STV・日本テレビ系列）
- D!アンビシャス（STV）
- ふれあい広場・サンデー九（STV、一社提供）
- 佐藤愛子のがんばり人生（STV、一社提供）
- おはよう草柳大蔵です（STV、一社提供）
- 栗原玲児・土曜焦点（STV、後期に一社提供）
- ほくでんサウンド・オブ・アース（FM NORTH WAVE 一社提供）
- ほくでんトーク・ステップ・ジャンプ（AIR-G' 一社提供）

など

### CMキャラクター
- トレイ・ヒルマン（当時北海道日本ハムファイターズ監督・オール電化イメージキャラクター、2006年）
- 安田顕（「原子力発電の、こんなこと。」、2005年）
- ベッキー（オール電化イメージキャラクター、2007年 - 2008年）
- 芳根京子・音尾琢真（「ゼンリョク宣言ほくでん」2019年 - ）
- バービー（「いまこそスマート電化  一歩先のバービー」2022年 - ）

## 問題・事件

### 天下り問題
- 福島第一原子力発電所事故以降、経済産業省と電力会社の天下り問題が監督官庁である経産省の原子力発電所の安全基準のチェックを甘くさせる構造として批判が集まった。

### 泊発電所関連シンポジウムでのやらせ事件

#### 3号機建設計画に関する会合でのやらせ事件
北海道電力（以下、北電）は泊発電所（原子力発電所）3号機の建設計画を1998年に北海道（以下、道）と地元町村に申し入れた。その後、手続きを踏んでいる間に、1999年7月に敦賀発電所2号機一次冷却材漏洩事故、9月に東海村JCO臨界事故が発生し、原子力の安全性に対する世論が一段と激しさを増した。
この計画について、2000年3月に道は道内のエネルギー施策をテーマとする「道民のご意見を聴く会」を主催した。3月30日に泊村公民館で開かれた会合には295人が出席して26人が意見を述べたが、意見は泊3号機の建設計画に集中した。この会合に対し、北電が複数の周辺住民に出席して計画に賛成する意見を表明するよう要請していたことが明らかになった。26人の意見の内訳は計画への賛否が13人ずつであった。
この「道民のご意見を聴く会」は同月に札幌市、旭川市、函館市、帯広市でも開かれたが、2011年の道の調査によるとこの内、帯広市以外の3会場で北電が住民に参加や意見提出を求め、旭川市と函館市の会場では依頼を受けた住民が出席していた。泊村を合わせて延べ計1356人が参加したが、その内、意見を述べたりアンケートで意見提出したりした389人に北電からの働きかけを調査したところ、181人から回答があった。10人が依頼があったと回答しており、その内5人は北電社員や取引業者など北電関係者だった。5会場で北電関係者は計34人が出席、25人が意見を述べていた。

#### プルサーマル計画導入に関するシンポジウムでのやらせ事件
また、北電は泊発電所3号機にプルサーマル発電を導入する計画を立て、2008年4月に北海道と地元4町村に申し入れを行った。これを受けて、道と地元4町村は同年10月12日に、岩内町と札幌市の2会場で「プルサーマル計画に関する公開シンポジウム」を主催した。このシンポジウムでは、プルサーマル計画の安全性や必要性に関する質疑が行われ、参加者へのアンケートも実施された。
このシンポジウムの前の10月3日、北電泊事務所渉外課が同事務所PRセンターなど21か所に「計画を確実に進めるためにも、数多くの方にご参加いただき推進意見を提出していただければと思っております」などと書かれた、社員に計画推進の意見を出すように呼びかけるメールを送っていた。2011年8月に日本共産党北海道委員会が北電関係者からメールを入手し、記者会見で公表したため、北電が社内調査して判明した。

#### 事件の発覚と社長の道議会への参考人出席
時間系列としては、2000年の「道民のご意見を聴く会」での3号機の建設計画についての意見表明要請があり、2008年の「プルサーマル計画に関する公開シンポジウム」での社員への意見提出要請であるが、発覚順序は逆であった。2011年8月に共産党道委員会が「プルサーマル計画」事件を公表し、9月に泊村の「ご意見を聴く会」事件が明らかになった。さらに道の調査により、11月には泊村以外での「ご意見を聴く会」事件が明らかになった。
「プルサーマル計画」事件を受け、2011年10月に北電は、道議会の産炭地域振興・エネルギー問題調査特別委員会に社長の佐藤佳孝の出席を求められるが、拒否した。しかし、道議会が、社長本人が説明責任を果たさなければ泊発電所1,2号機の再稼働にも影響が出ると反発し、北電は自社が設けた、特別委を非公開とする条件を撤回し、参考人として佐藤社長が出席することを了解した。
特別委員会の場で佐藤社長は、自身を含む上層部の関与については「承知しておりません」と述べ、辞任も否定した。北電の組織的関与を認めた第三者委員会の報告書については「全面的に受け入れる」とした。しかし、やらせ問題についての北電による再調査は拒んだ。読売新聞は、「北電側は佐藤社長の出席によって道議会の理解を求め、定期検査中の泊1,2号機の再稼働に向けた一歩を踏み出したい考えだったが、役員の責任問題などで強い反発にあい、信頼の回復が難しいことを印象づけた」と報道している。

### 電気とガスのセットプランを巡る有利誤認
2023年7月28日、都市ガスの契約を北海道電力に切り替えて電気とガスをまとめて契約するだけで、年間で最大2万円費用が抑えられるかのように誤解させる不当な表示を行ったとして、消費者庁から景品表示法違反（有利誤認表示）で再発防止などを命じる措置命令を受けた。同社は記者会見し「関係者に心配と迷惑をかけた。命令を重く受け止め、再発防止に取り組む」と謝罪した。表示内容については、2022年1月に公正取引委員会から指摘を受け、直後に変更したと説明した。
新聞の折り込みチラシなどで、都市ガス契約を北海道ガスから北海道電力に切り替えて電気とセットで契約すると年間1万円相当の得になると宣伝していたが、このうち約1200円分はポイントサービスに加入したり、毎週配信されるコラムを閲覧したりする必要があったという。